# Donald W. Graham
Donald W. "Don" Graham (Ontário, 17 de junho de 1903 – Gig Harbor, 19 de outubro de 1976) foi um artista canadense e americano de belas artes e instrutor de arte. Formado desde cedo e mais tarde professor do Instituto de Arte Chouinard (mais tarde fundido no Instituto de Artes da Califórnia), Graham é mais conhecido como chefe das aulas internas de treinamento e orientação no estúdio de animação da Walt Disney Productions de 1932 a 1940.
Assistido pelos principais animadores da Disney, Graham ajudou a documentar e estabelecer muitos dos princípios que compõem a base da arte da animação tradicional. Ele recebeu postumamente o Prêmio Winsor McCay pela conquista da vida no campo da animação da ASIFA-Hollywood em 1982.